# Argentine aux Jeux olympiques d'été de 2020
L'Argentine participe aux Jeux olympiques de 2020 à Tokyo au Japon. Il s'agit de sa 25e participation à des Jeux d'été. 
Le Comité international olympique autorise à partir de ces Jeux à ce que les délégations présentent deux porte-drapeaux, une femme et un homme, pour la cérémonie d'ouverture. Les skippers Santiago Lange et Cecilia Carranza Saroli sont nommés par le Comité olympique argentin en juin 2021.
Pour la première fois depuis les Jeux Olympiques de 2000 à Sydney, la délégation argentine n'obtient pas de médaille d'or. Elle repart tout de même de ces Jeux avec trois médailles, toutes remportées dans des sports collectifs : une médaille d'argent avec l'équipe féminine de hockey sur gazon, et deux médailles de bronze avec l'équipe masculine de rugby à sept et l'équipe masculine de volley-ball.

## Médaillés
| Sport            | Discipline      | Athlète(s) | Performance           | Date   |
| ---------------- | --------------- | --- | --------------------- | ------ |
| Hockey sur gazon | Tournoi féminin | Belén Succi Sofía Toccalino Agustina Gorzelany Valentina Raposo Agostina Alonso Agustina Albertarrio María José Granatto Delfina Merino Rocío Sánchez Moccia Victoria Sauze Victoria Granatto Eugenia Trinchinetti Micaela Retegui Noel Barrionuevo Julieta Jankunas Valentina Costa Biondi Sofía Maccari | Pays-Bas Victoire 3-1 | 6 août |

| Sport        | Discipline       | Athlète(s) | Performance                    | Date       |
| ------------ | ---------------- | --- | ------------------------------ | ---------- |
| Rugby à sept | Tournoi masculin | Rodrigo Isgró Lucio Cinti Germán Schulz Ignacio Mendy Rodrigo Etchart Santiago Álvarez Lautaro Bazán Gastón Revol Matías Osadczuk Luciano González Santiago Mare Marcos Moneta Felipe del Mestre | Grande-Bretagne Victoire 17-12 | 28 juillet |
| Volley-ball  | Tournoi masculin | Matías Sánchez Federico Pereyra Cristian Poglajen Facundo Conte Agustín Loser Santiago Danani Sebastián Solé Bruno Lima Ezequiel Palacios Luciano De Cecco Nicolás Méndez Martín Ramos           | Brésil Victoire 3-2            | 7 août     |

| Sport            |   |   |   | Total |
| ---------------- | - | - | - | ----- |
| Hockey sur gazon | 0 | 1 | 0 | 1     |
| Rugby à sept     | 0 | 0 | 1 | 1     |
| Volley-ball      | 0 | 0 | 1 | 1     |
| Total            | 0 | 1 | 2 | 3     |

| Jour       |   |   |   | Total |
| ---------- | - | - | - | ----- |
| 28 juillet | 0 | 0 | 1 | 1     |
| 6 août     | 0 | 1 | 0 | 1     |
| 7 août     | 0 | 0 | 1 | 1     |
| Total      | 0 | 1 | 2 | 3     |

| Sexe   |   |   |   | Total |
| ------ | - | - | - | ----- |
| Hommes | 0 | 0 | 2 | 2     |
| Femmes | 0 | 1 | 0 | 1     |
| Total  | 0 | 1 | 2 | 3     |

## Athlètes engagés
| Sport              | Hommes | Femmes | Total |
| ------------------ | ------ | ------ | ----- |
| Athlétisme         | 3      | 2      | 5     |
| Aviron             | 0      | 2      | 2     |
| Basket-ball        | 12     | 0      | 12    |
| Boxe               | 4      | 1      | 5     |
| Canoë-kayak        | 3      | 1      | 4     |
| Cyclisme           | 2      | 1      | 3     |
| Équitation         | 3      | 0      | 3     |
| Escrime            | 0      | 1      | 1     |
| Football           | 22     | 0      | 22    |
| Golf               | 0      | 1      | 1     |
| Gymnastique        | 0      | 1      | 1     |
| Handball           | 15     | 0      | 15    |
| Hockey sur gazon   | 16     | 16     | 32    |
| Judo               | 1      | 1      | 2     |
| Lutte              | 1      | 0      | 1     |
| Natation           | 1      | 4      | 5     |
| Pentathlon moderne | 1      | 0      | 1     |
| Rugby à sept       | 13     | 0      | 13    |
| Surf               | 1      | 0      | 1     |
| Taekwondo          | 1      | 0      | 1     |
| Tennis             | 6      | 1      | 7     |
| Tennis de table    | 2      | 0      | 2     |
| Tir                | 2      | 2      | 4     |
| Triathlon          | 0      | 1      | 1     |
| Voile              | 4      | 7      | 11    |
| Volley-ball        | 12     | 12     | 24    |
| Total              | 127    | 56     | 183   |

## Résultats

### Athlétisme
| Athlète                | Épreuve                 | Séries          | Séries      | Finale          | Finale   |
| Athlète                | Épreuve                 | Temps           | Rang        | Temps           | Rang     |
| ---------------------- | ----------------------- | --------------- | ----------- | --------------- | -------- |
| Belén Casetta          | 3 000 m steeple féminin | 9 h 52 min 89 s | 12e         | Éliminée        | Éliminée |
| Joaquín Arbe           | Marathon masculin       | Non disputé     | Non disputé | 2 min 21 s 15   | 53e      |
| Eulalio Muñoz          | Marathon masculin       | Non disputé     | Non disputé | 2 h 16 min 35 s | 31e      |
| Marcela Cristina Gómez | Marathon féminin        | Non disputé     | Non disputé | 2 h 44 min 9 s  | 61e      |

| Athlètes            | Épreuve                   | Qualification | Qualification | Finale      | Finale  |
| Athlètes            | Épreuve                   | Performance   | Rang          | Performance | Rang    |
| ------------------- | ------------------------- | ------------- | ------------- | ----------- | ------- |
| Germán Chiaraviglio | Saut à la perche masculin | Forfait       | Forfait       | Éliminé     | Éliminé |

### Aviron
| Athlète                        | Compétition                         | Séries        | Séries | Repêchages    | Repêchages | Demi-finales | Demi-finales | Finale                | Finale |
| Athlète                        | Compétition                         | Temps         | Rang   | Temps         | Rang       | Temps        | Rang         | Temps                 | Rang   |
| ------------------------------ | ----------------------------------- | ------------- | ------ | ------------- | ---------- | ------------ | ------------ | --------------------- | ------ |
| Milka Kraljev Evelyn Silvestro | Deux de couple poids légers féminin | 7 min 29 s 27 | 6e     | 7 min 39 s 53 | 4e         | Non disputé  | Non disputé  | Finale C 7 min 5 s 82 | 13e    |

### Basket-ball
| Épreuve          | Phase de groupe          | Phase de groupe       | Phase de groupe      | Phase de groupe | Quart de finale         | Demi-finale      | Finale / MB      | Finale / MB |
| Épreuve          | Adversaire Score         | Adversaire Score      | Adversaire Score     | Rang            | Adversaire Score        | Adversaire Score | Adversaire Score | Rang        |
| ---------------- | ------------------------ | --------------------- | -------------------- | --------------- | ----------------------- | ---------------- | ---------------- | ----------- |
| Tournoi masculin | Slovénie Défaite 100-118 | Espagne Défaite 71-81 | Japon Victoire 97-77 | 3e              | Australie Défaite 97-59 | Éliminés         | Éliminés         | 7e          |

### Boxe
| Athlète         | Catégorie               | 1/16e de finale               | 1/8e de finale      | Quart de finale     | Demi-finale         | Finale              | Rang     |
| Athlète         | Catégorie               | Adversaire Résultat           | Adversaire Résultat | Adversaire Résultat | Adversaire Résultat | Adversaire Résultat | Rang     |
| --------------- | ----------------------- | ----------------------------- | ------------------- | ------------------- | ------------------- | ------------------- | -------- |
| Ramón Quiroga   | Mouches hommes (-52 kg) | Escobar Mascuñano Défaite 0-5 | Éliminé             | Éliminé             | Éliminé             | Éliminé             | Éliminé  |
| Mirko Cuello    | Plumes hommes (-57 kg)  | Shadalov Victoire 3-2         | Butdee Défaite 1-4  | Éliminé             | Éliminé             | Éliminé             | Éliminé  |
| Brian Arregui   | Welters hommes (-69 kg) | Johnson Défaite 2-3           | Éliminé             | Éliminé             | Éliminé             | Éliminé             | Éliminé  |
| Francisco Verón | Moyens hommes (-75 kg)  | Chartoi Victoire 5-0          | Cedeño Défaite 2-3  | Éliminé             | Éliminé             | Éliminé             | Éliminé  |
| Dayana Sánchez  | Légers femmes (-60 kg)  | Exemptée                      | Yıldız Défaite 0-5  | Éliminée            | Éliminée            | Éliminée            | Éliminée |

### Canoë-kayak
| Athlète         | Compétition       | Séries         | Séries | Quarts de finale | Quarts de finale | Demi-finales   | Demi-finales | Finale Finale B Finale C | Finale Finale B Finale C |
| Athlète         | Compétition       | Temps          | Rang   | Temps            | Rang             | Temps          | Rang         | Temps                    | Rang                     |
| --------------- | ----------------- | -------------- | ------ | ---------------- | ---------------- | -------------- | ------------ | ------------------------ | ------------------------ |
| Rubén Rézola    | K1 200 m hommes   | 35 s 059       | 2e     | Non disputé      | Non disputé      | 36 s 552       | 7e           | Finale B 36 s 775        | 15e                      |
| Agustín Vernice | K1 1 000 m hommes | 3 min 40 s 430 | 2e     | Non disputé      | Non disputé      | 3 min 24 s 734 | 4e           | 3 min 28 s 503           | 8e                       |
| Brenda Rojas    | K1 200 m femmes   | 43 s 802       | 6e     | 44 s 876         | 6e               | Éliminée       | Éliminée     | Éliminée                 | Éliminée                 |
| Brenda Rojas    | K1 1 500 m femmes | 1 min 54 s 541 | 4e     | 1 min 51 s 822   | 3e               | 1 min 58 s 301 | 7e           | Éliminée                 | Éliminée                 |

| Athlète     | Compétition  | Séries  | Séries | Séries  | Séries | Séries   | Séries | Demi-finales | Demi-finales | Finale  | Finale  |
| Athlète     | Compétition  | Run 1   | Rang   | Run 2   | Rang   | Meilleur | Rang   | Temps        | Rang         | Temps   | Rang    |
| ----------- | ------------ | ------- | ------ | ------- | ------ | -------- | ------ | ------------ | ------------ | ------- | ------- |
| Lucas Rossi | K-1 masculin | 103 s 2 | 19e    | 98 s 29 | 16e    | 98 s 29  | 21e    | Éliminé      | Éliminé      | Éliminé | Éliminé |

### Cyclisme
| Athlète         | Compétition | Quart de finale | Quart de finale | Demi-finale | Demi-finale | Finale   | Finale  |
| Athlète         | Compétition | Points          | Rang            | Points      | Rang        | Résultat | Rang    |
| --------------- | ----------- | --------------- | --------------- | ----------- | ----------- | -------- | ------- |
| Exequiel Torres | Hommes      | 13              | 4e              | 13          | 5e          | Éliminé  | Éliminé |

| Athlète           | Compétition     | Temps   | Rang    |
| ----------------- | --------------- | ------- | ------- |
| Eduardo Sepúlveda | Course en ligne | Abandon | Abandon |

| Athlète               | Compétition               | Temps           | Rang |
| --------------------- | ------------------------- | --------------- | ---- |
| Sofía Gómez Villafañe | Cross-country VTT féminin | 1 h 25 min 13 s | 23e  |

### Équitation
| Athlète                                                           | Cheval         | Compétition | Qualification   | Qualification   | Qualification | Qualification | Qualification | Finale            | Finale            | Finale    | Finale  | Finale  |
| Athlète                                                           | Cheval         | Compétition | Pénalités       | Pénalités       | Pénalités     | Temps         | Rang          | Pénalités         | Pénalités         | Pénalités | Temps   | Rang    |
| Athlète                                                           | Cheval         | Compétition | Saut            | Temps           | Total         | Temps         | Rang          | Saut              | Temps             | Total     | Temps   | Rang    |
| ----------------------------------------------------------------- | -------------- | ----------- | --------------- | --------------- | ------------- | ------------- | ------------- | ----------------- | ----------------- | --------- | ------- | ------- |
| Martin Dopazo                                                     | Quintino 9     | Individuel  | 8.00            | 2.00            | 10.00         | 93.39         | 52e           | Éliminé           | Éliminé           | Éliminé   | Éliminé | Éliminé |
| José Maria Larocca                                                | Finn Lente     | Individuel  | 8.00            | 0.00            | 8.00          | 84.69         | 44e           | Éliminé           | Éliminé           | Éliminé   | Éliminé | Éliminé |
| Fabian Sejanes                                                    | Emir           | Individuel  | 12.00           | 1.00            | 13.00         | 92.49         | 59e           | Éliminé           | Éliminé           | Éliminé   | Éliminé | Éliminé |
| Matias Albarracin Martin Dopazo José Maria Larocca Fabian Sejanes | voir ci-dessus | Par équipes | 7.00 14.00 6.00 | 7.00 14.00 6.00 | 27.00         | -             | 10e           | 14.00 13.00 22.00 | 14.00 13.00 22.00 | 49.00     | -       | 7e      |

### Escrime
| Athlète                   | Compétition      | 1/32e de finale      | 1/16e de finale  | 1/8e de finale   | Quarts de finale | Demi-finales Classement 5-8 | Finale 3e place Classement 5e, 7e places | Rang     |
| Athlète                   | Compétition      | Adversaire Score     | Adversaire Score | Adversaire Score | Adversaire Score | Adversaire Score            | Adversaire Score                         | Rang     |
| ------------------------- | ---------------- | -------------------- | ---------------- | ---------------- | ---------------- | --------------------------- | ---------------------------------------- | -------- |
| María Belén Pérez Maurice | Sabre individuel | Márton Défaite 12-15 | Éliminée         | Éliminée         | Éliminée         | Éliminée                    | Éliminée                                 | Éliminée |

### Football
| Compétition      | Phase de groupe       | Phase de groupe     | Phase de groupe  | Phase de groupe | Quart de finale  | Demi-finale      | Finale / MB      | Finale / MB |
| Compétition      | Adversaire Score      | Adversaire Score    | Adversaire Score | Rang            | Adversaire Score | Adversaire Score | Adversaire Score | Rang        |
| ---------------- | --------------------- | ------------------- | ---------------- | --------------- | ---------------- | ---------------- | ---------------- | ----------- |
| Tournoi masculin | Australie Défaite 0–2 | Égypte Victoire 1-0 | Égypte Nul 1-1   | 3e              | Éliminés         | Éliminés         | Éliminés         | Éliminés    |

### Golf
| Athlète                | Compétition      | Scores | Scores | Scores | Scores | Total     | Rang |
| Athlète                | Compétition      | Jour 1 | Jour 2 | Jour 3 | Jour 4 | Total     | Rang |
| ---------------------- | ---------------- | ------ | ------ | ------ | ------ | --------- | ---- |
| Magdalena Simmermacher | Épreuve féminine | 76     | 70     | 78     | 76     | 300 (+16) | 58e  |

### Gymnastique artistique
| Athlète            | Qualifications | Qualifications | Qualifications      | Qualifications | Qualifications | Qualifications | Finale   | Finale   | Finale              | Finale   | Finale   | Finale   |
| Athlète            | Appareil       | Appareil       | Appareil            | Appareil       | Total          | Rang           | Appareil | Appareil | Appareil            | Appareil | Total    | Rang     |
| Athlète            | Sol            | Saut           | Barres asymétriques | Poutre         | Total          | Rang           | Sol      | Saut     | Barres asymétriques | Poutre   | Total    | Rang     |
| ------------------ | -------------- | -------------- | ------------------- | -------------- | -------------- | -------------- | -------- | -------- | ------------------- | -------- | -------- | -------- |
| Abigail Magistrati | 12,133         | 13,366         | 11,533              | 11,233         | 48,265         | 69e            | Éliminée | Éliminée | Éliminée            | Éliminée | Éliminée | Éliminée |

### Handball
| Compétition      | Phase de groupe      | Phase de groupe         | Phase de groupe       | Phase de groupe      | Phase de groupe       | Phase de groupe | Quart de finale  | Demi-finale      | Finale / 3e place | Finale / 3e place |
| Compétition      | Adversaire Score     | Adversaire Score        | Adversaire Score      | Adversaire Score     | Adversaire Score      | Rang            | Adversaire Score | Adversaire Score | Adversaire Score  | Rang              |
| ---------------- | -------------------- | ----------------------- | --------------------- | -------------------- | --------------------- | --------------- | ---------------- | ---------------- | ----------------- | ----------------- |
| Tournoi masculin | France Défaite 27-33 | Allemagne Défaite 25-33 | Norvège Défaite 23-27 | Brésil Défaite 23-25 | Espagne Défaite 27-36 | 6e              | Éliminés         | Éliminés         | Éliminés          | Éliminés          |

### Hockey sur gazon
| Compétition      | Phase de groupe              | Phase de groupe      | Phase de groupe       | Phase de groupe    | Phase de groupe               | Phase de groupe | Quart de finale        | Demi-finale       | Finale / MB          | Finale / MB                        |
| Compétition      | Adversaire Score             | Adversaire Score     | Adversaire Score      | Adversaire Score   | Adversaire Score              | Rang            | Adversaire Score       | Adversaire Score  | Adversaire Score     | Rang                               |
| ---------------- | ---------------------------- | -------------------- | --------------------- | ------------------ | ----------------------------- | --------------- | ---------------------- | ----------------- | -------------------- | ---------------------------------- |
| Tournoi masculin | Espagne Nul 1-1              | Japon Victoire 2-1   | Australie Défaite 2-5 | Inde Défaite 1-3   | Nouvelle-Zélande Victoire 4-1 | 3e              | Allemagne Défaite 1-3  | Éliminés          | Éliminés             | 7e                                 |
| Tournoi féminin  | Nouvelle-Zélande Défaite 0-3 | Espagne Victoire 3-0 | Chine Victoire 3-2    | Japon Victoire 2-1 | Australie Défaite 0-2         | 3e              | Allemagne Victoire 3-0 | Inde Victoire 2-1 | Pays-Bas Défaite 1-3 | Médaille d'argent, Jeux olympiques |

### Judo
| Athlète          | Compétition           | 1er tour                   | 2e tour                  | Quart de finale        | Demi-finale         | Repêchage             | Finale              | Rang    |
| Athlète          | Compétition           | Adversaire Résultat        | Adversaire Résultat      | Adversaire Résultat    | Adversaire Résultat | Adversaire Résultat   | Adversaire Résultat | Rang    |
| ---------------- | --------------------- | -------------------------- | ------------------------ | ---------------------- | ------------------- | --------------------- | ------------------- | ------- |
| Emmanuel Lucenti | Moins de 81 kg hommes | Exempté                    | Ivanov Défaite 000-100   | Éliminé                | Éliminé             | Éliminé               | Éliminé             | Éliminé |
| Paula Pareto     | Moins de 48 kg femmes | Whitebooi Victoire 100-001 | Štangar Victoire 100-000 | Tonaki Défaite 000-101 | Non qualifiée       | Costa Défaite 000-102 | Éliminée            | 7e      |

### Lutte
| Athlète            | Compétition  | Huitièmes de finale  | Quarts de finale    | Demi-finales        | Repêchage           | Finale 3e place Classement | Finale 3e place Classement |
| Athlète            | Compétition  | Adversaire Résultat  | Adversaire Résultat | Adversaire Résultat | Adversaire Résultat | Adversaire Résultat        | Rang                       |
| ------------------ | ------------ | -------------------- | ------------------- | ------------------- | ------------------- | -------------------------- | -------------------------- |
| Agustín Destribats | 65 kg hommes | Musukaev Défaite 1-3 | Éliminé             | Éliminé             | Éliminé             | Éliminé                    | 11e                        |

### Natation
| Athlète             | Épreuve                    | Séries         | Séries      | Demi-finales | Demi-finales | Finale           | Finale   |
| Athlète             | Épreuve                    | Temps          | Rang        | Temps        | Rang         | Temps            | Rang     |
| ------------------- | -------------------------- | -------------- | ----------- | ------------ | ------------ | ---------------- | -------- |
| Santiago Grassi     | 50 m nage libre masculin   | 22 s 67        | 38e         | Éliminé      | Éliminé      | Éliminé          | Éliminé  |
| Santiago Grassi     | 100 m papillon masculin    | 52 s 7         | 24e         | Éliminé      | Éliminé      | Éliminé          | Éliminé  |
| Delfina Pignatiello | 800 m nage libre féminin   | 8 min 44 s 85  | 27e         | Non disputé  | Non disputé  | Éliminée         | Éliminée |
| Delfina Pignatiello | 1 500 m nage libre féminin | 16 min 33 s 69 | 29e         | Non disputé  | Non disputé  | Éliminée         | Éliminée |
| Virginia Bardach    | 400 m 4 nages féminin      | 5 min 1 s 98   | 17e         | Non disputé  | Non disputé  | Éliminée         | Éliminée |
| Julia Sebastián     | 100 m brasse féminin       | 1 min 9 s 35   | 31e         | Éliminée     | Éliminée     | Éliminée         | Éliminée |
| Julia Sebastián     | 200 m brasse féminin       | 2 min 29 s 55  | 29e         | Éliminée     | Éliminée     | Éliminée         | Éliminée |
| Cecilia Biagioli    | 10 km en eau libre         | Non disputé    | Non disputé | Non disputé  | Non disputé  | 2 h 1 min 31 s 7 | 12e      |

### Pentathlon moderne
| Athlète           | Compétition           | Escrime (épée, une touche) | Escrime (épée, une touche) | Natation (200 m nage libre) | Natation (200 m nage libre) | Natation (200 m nage libre) | Équitation (saut d'obstacles) | Équitation (saut d'obstacles) | Équitation (saut d'obstacles) | Combiné course/tir (3 200 m / pistolet à 10 m) | Combiné course/tir (3 200 m / pistolet à 10 m) | Combiné course/tir (3 200 m / pistolet à 10 m) | Total | Rang |
| Athlète           | Compétition           | Rang                       | Points                     | Temps                       | Rang                        | Points                      | Pénalités                     | Rang                          | Points                        | Temps                                          | Rang                                           | Points                                         | Total | Rang |
| ----------------- | --------------------- | -------------------------- | -------------------------- | --------------------------- | --------------------------- | --------------------------- | ----------------------------- | ----------------------------- | ----------------------------- | ---------------------------------------------- | ---------------------------------------------- | ---------------------------------------------- | ----- | ---- |
| Sergio Villamayor | Compétition masculine | 33e                        | 166                        | 2 min 10 s 34               | 35e                         | 290                         | 30                            | 27e                           | 270                           | 11 min 42 s 61                                 | 27e                                            | 598                                            | 1 324 | 30e  |

### Rugby à sept
| Compétition      | Phase de groupe          | Phase de groupe                | Phase de groupe            | Phase de groupe | Quart de finale / MC          | Demi-finale / MC    | Finale / 3e / MC               | Finale / 3e / MC                    |
| Compétition      | Adversaire Score         | Opposition Score               | Opposition Score           | Rang            | Opposition Score              | Opposition Score    | Opposition Score               | Rang                                |
| ---------------- | ------------------------ | ------------------------------ | -------------------------- | --------------- | ----------------------------- | ------------------- | ------------------------------ | ----------------------------------- |
| Tournoi masculin | Australie Victoire 29-19 | Nouvelle-Zélande Défaite 14-35 | Corée du Sud Victoire 56-0 | 2e              | Afrique du Sud Victoire 19-14 | Fidji Défaite 14-26 | Grande-Bretagne Victoire 17-12 | Médaille de bronze, Jeux olympiques |

### Surf
| Athlète       | Compétition | Round 1  | Round 1 | Round 2  | Round 2 | Round 3  | Quart de finale | Demi-finale | Finale / 3e place | Finale / 3e place |
| Athlète       | Compétition | Résultat | Rang    | Résultat | Rang    | Résultat | Résultat        | Résultat    | Résultat          | Classement        |
| ------------- | ----------- | -------- | ------- | -------- | ------- | -------- | --------------- | ----------- | ----------------- | ----------------- |
| Leandro Usuna | Hommes      | 8,27     | 4e      | 9,67     | 5e      | Éliminé  | Éliminé         | Éliminé     | Éliminé           | Éliminé           |

### Taekwondo
| Athlète      | Compétition    | Huitièmes de finale    | Quarts de finale       | Demi-finales              | Repêchage           | Finale / MB             | Finale / MB |
| Athlète      | Compétition    | Adversaire Résultat    | Adversaire Résultat    | Adversaire Résultat       | Adversaire Résultat | Adversaire Résultat     | Rang        |
| ------------ | -------------- | ---------------------- | ---------------------- | ------------------------- | ------------------- | ----------------------- | ----------- |
| Lucas Guzmán | Moins de 58 kg | Woolley Victoire 22-19 | Hadipour Victoire 26-6 | Dell'Aquila Défaite 10-29 | Exempté             | Artamonov Défaite 10-15 | 5e          |

### Tennis
| Athlète                          | Épreuve          | 1/32e de finale                   | 1/16e de finale                           | 1/8e de finale                  | Quarts de finale    | Demi-finales        | Finale / MB         | Finale / MB |
| Athlète                          | Épreuve          | Adversaire Résultat               | Adversaire Résultat                       | Adversaire Résultat             | Adversaire Résultat | Adversaire Résultat | Adversaire Résultat | Rang        |
| -------------------------------- | ---------------- | --------------------------------- | ----------------------------------------- | ------------------------------- | ------------------- | ------------------- | ------------------- | ----------- |
| Facundo Bagnis                   | Simple messieurs | Köpfer Défaite 6-3, 3-6, 5-7      | Éliminé                                   | Éliminé                         | Éliminé             | Éliminé             | Éliminé             | Éliminé     |
| Francisco Cerúndolo              | Simple messieurs | Broady Défaite 5-7, 7-64, 2-6     | Éliminé                                   | Éliminé                         | Éliminé             | Éliminé             | Éliminé             | Éliminé     |
| Federico Coria                   | Simple messieurs | Kukushkin Défaite 6-74, 5-7       | Éliminé                                   | Éliminé                         | Éliminé             | Éliminé             | Éliminé             | Éliminé     |
| Diego Schwartzman                | Simple messieurs | Varillas Victoire 7-5, 6-4        | Macháč Victoire 6-4, 7-5                  | Khachanov Défaite 1-6, 6-1, 1-6 | Éliminé             | Éliminé             | Éliminé             | Éliminé     |
| Facundo Bagnis Diego Schwartzman | Double messieurs | Non disputé                       | Krawietz / Pütz Défaite 2-6, 1-6          | Éliminés                        | Éliminés            | Éliminés            | Éliminés            | Éliminés    |
| Andrés Molteni Horacio Zeballos  | Double messieurs | Non disputé                       | Murray / Skupski Défaite 7-63, 4-6, 11-13 | Éliminés                        | Éliminés            | Éliminés            | Éliminés            | Éliminés    |
| Nadia Podoroska                  | Simple dames     | Putintseva Victoire 7-64, 1-3 ab. | Alexandrova Victoire 6-1, 6-3             | Badosa Défaite 2-6, 3-6         | Éliminée            | Éliminée            | Éliminée            | Éliminée    |
| Horacio Zeballos Nadia Podoroska | Double mixte     | Non disputé                       | Non disputé                               | Peers / Barty Défaite 1-6, 6-73 | Éliminés            | Éliminés            | Éliminés            | Éliminés    |

### Tennis de table
| Athlète(s)        | Compétition      | Tour préliminaire | 1er tour           | 2e tour           | 3e tour          | 4e tour          | Quarts de finale | Demi-finales     | Finale           | Finale  |
| Athlète(s)        | Compétition      | Adversaire Score  | Adversaire Score   | Adversaire Score  | Adversaire Score | Adversaire Score | Adversaire Score | Adversaire Score | Adversaire Score | Rang    |
| ----------------- | ---------------- | ----------------- | ------------------ | ----------------- | ---------------- | ---------------- | ---------------- | ---------------- | ---------------- | ------- |
| Gastón Alto       | Simple messieurs | Exempté           | Robles Défaite 1-4 | Éliminé           | Éliminé          | Éliminé          | Éliminé          | Éliminé          | Éliminé          | Éliminé |
| Horacio Cifuentes | Simple messieurs | Exempté           | Shing victoire 4-0 | Chuan Défaite 3-4 | Éliminé          | Éliminé          | Éliminé          | Éliminé          | Éliminé          | Éliminé |

### Tir
| Athlète                         | Compétition                   | Qualification | Qualification | Finale   | Finale   |
| Athlète                         | Compétition                   | Points        | Rang          | Points   | Rang     |
| ------------------------------- | ----------------------------- | ------------- | ------------- | -------- | -------- |
| Alexis Eberhardt                | Carabine à air comprimé 10 m  | 622,6         | 33e           | Éliminé  | Éliminé  |
| Alexis Eberhardt                | Carabine à 50 m 3 positions   | 1152-50x      | 34e           | Éliminé  | Éliminé  |
| Federico Gil                    | Skeet,                        | 120           | 17e           | Éliminé  | Éliminé  |
| Melisa Gil                      | Skeet,                        | 115           | 18e           | Éliminée | Éliminée |
| Fernanda Russo                  | Carabine à air comprimé 10 m  | 618,9         | 40e           | Éliminée | Éliminée |
| Alexis Eberhardt Fernanda Russo | Carabine à air comprimé 10 m, | 618,2         | 27e           | Éliminés | Éliminés |

### Triathlon
| Athlètes        | Natation (1,5 km) | Transition 1 | Vélo (40 km) | Transition 2 | Course (10 km) | Temps        | Résultat |
| --------------- | ----------------- | ------------ | ------------ | ------------ | -------------- | ------------ | -------- |
| Romina Biagioli | 20 min 9 s        | 45 s         | 1 min 6 s 6  | 36 s         | 40 min 6 s     | 2 min 7 s 42 | 33e      |

### Voile
| Athlète                              | Compétition         | Régate | Régate | Régate | Régate | Régate | Régate | Régate | Régate | Régate | Régate | Régate      | Régate      | Régate | Total net | Rang final |
| Athlète                              | Compétition         | 1      | 2      | 3      | 4      | 5      | 6      | 7      | 8      | 9      | 10     | 11          | 12          | CM     | Total net | Rang final |
| ------------------------------------ | ------------------- | ------ | ------ | ------ | ------ | ------ | ------ | ------ | ------ | ------ | ------ | ----------- | ----------- | ------ | --------- | ---------- |
| Francisco Saubidet                   | RS:X hommes         | 16     | 14     | 19     | 21     | Ab.    | 17     | 14     | Dsq    | 22     | 20     | 22          | 21          | EL     | 212       | 21e        |
| Francisco Guaragna                   | Laser hommes        | 13     | 32     | 22     | 12     | 24     | 26     | Dsq    | 16     | 17     | 11     | Non disputé | Non disputé | EL     | 173       | 24e        |
| Facundo Olezza                       | Finn hommes         | 5      | 4      | 8      | 5      | 3      | 6      | 16     | 15     | 3      | 3      | Non disputé | Non disputé | 16     | 88        | 6e         |
| María Celia Tejerina                 | RS:X femmes         | 20     | 18     | 21     | 18     | 15     | 21     | 18     | 21     | 16     | 24     | 17          | 22          | EL     | 207       | 20e        |
| Lucía Falasca                        | Laser Radial femmes | 37     | 38     | 27     | 21     | 18     | 14     | 20     | 15     | 40     | 30     | Non disputé | Non disputé | EL     | 220       | 31e        |
| Lourdes Hartkopf María Belén Tavella | 470 femmes          | Dsq    | Dsq    | 13     | 19     | 16     | 17     | 16     | 19     | Dsq    | 16     | Non disputé | Non disputé | EL     | 160       | 20e        |
| María Sol Branz Victoria Travascio   | 49er FX femmes      | 6      | 9      | 13     | 18     | 17     | 8      | 6      | 1      | 8      | 1      | 7           | 12          | 2      | 90        | 5e         |
| Santiago Lange Cecilia Carranza      | Nacra 17 mixte      | 6      | 2      | 5      | 8      | 4      | 6      | 6      | 14     | 10     | 8      | 11          | 9           | 2      | 77        | 7e         |

### Volley-ball

#### Beach-volley
| Athlètes                        | Compétition      | Tour préliminaire                          | Tour préliminaire                              | Tour préliminaire                                    | Tour préliminaire | Repêchage        | 1/8e de finale   | Quarts de finale | Demi-finales     | Finale / 3e place | Finale / 3e place |
| Athlètes                        | Compétition      | Adversaire Score                           | Adversaire Score                               | Adversaire Score                                     | Rang              | Adversaire Score | Adversaire Score | Adversaire Score | Adversaire Score | Adversaire Score  | Rang              |
| ------------------------------- | ---------------- | ------------------------------------------ | ---------------------------------------------- | ---------------------------------------------------- | ----------------- | ---------------- | ---------------- | ---------------- | ---------------- | ----------------- | ----------------- |
| Julian Azaad Nicolás Capogrosso | Tournoi masculin | Alison / Álvaro Défaite 0-2 (16-21, 17-21) | Brouwer / Meeuwsen Défaite 0-2 (14-21, 14-21)  | Lucena / Dalhausser Défaite 0-2 (19-21, 21-18, 6-15) | 4e                | Éliminés         | Éliminés         | Éliminés         | Éliminés         | Éliminés          | Éliminés          |
| Ana Gallay Fernanda Pereyra     | Tournoi féminin  | Ágatha / Duda Défaite 0-2 (19-21, 11-21)   | Bansley / Wilkerson Défaite 0-2 (20-22, 12-21) | Wang / Xia Défaite 0-2 (14-21, 13-21)                | 4e                | Éliminées        | Éliminées        | Éliminées        | Éliminées        | Éliminées         | Éliminées         |

#### Volley-ball (indoor)
| Compétition      | Phase de groupe        | Phase de groupe    | Phase de groupe              | Phase de groupe      | Phase de groupe         | Phase de groupe | Quart de finale     | Demi-finale        | Finale / 3e place   | Finale / 3e place                   |
| Compétition      | Adversaire Score       | Adversaire Score   | Adversaire Score             | Adversaire Score     | Adversaire Score        | Rang            | Adversaire Score    | Adversaire Score   | Adversaire Score    | Rang                                |
| ---------------- | ---------------------- | ------------------ | ---------------------------- | -------------------- | ----------------------- | --------------- | ------------------- | ------------------ | ------------------- | ----------------------------------- |
| Tournoi masculin | ROC Défaite 1-3        | Brésil Défaite 2-3 | Modèle:Frane VB Victoire 3-2 | Tunisie Victoire 3-2 | États-Unis Victoire 3-0 | 3e              | Italie Victoire 3-2 | France Défaite 0-3 | Brésil Victoire 3-2 | Médaille de bronze, Jeux olympiques |
| Tournoi féminin  | États-Unis Défaite 0-3 | ROC Défaite 0-3    | Italie Défaite 0-3           | Turquie Défaite 0-3  | Chine Défaite 0-3       | 6e              | Éliminées           | Éliminées          | Éliminées           | Éliminées                           |